# Siciloniscus tulliae
Siciloniscus tulliae is een pissebed uit de familie Trichoniscidae. De wetenschappelijke naam van de soort is voor het eerst geldig gepubliceerd in 1982 door Caruso.